# Roman Trebatický
Roman Trebatický est un joueur de hockey sur glace né à Košice (Tchécoslovaquie) le 18 novembre 1969.

## Palmarès
- 2002 - 2003 : Champion de France de Nationale 1

## Carrière
- 1986 - 1988 HC Košice Extraliga (République tchèque)
- 1988 - 1991 Lausanne Hockey Club Ligue nationale B (Suisse)
- 1991 - 1992 Roanoke Valley Rebels ECHL 91/92 (États-Unis)
- 1991 - 1992 Raleigh IceCaps ECHL (États-Unis)
- 1992 - 1993 Lions de Lee Valley BNL (États-Unis)
- 1992 - 1993 Gap Hockey Club Division 1 (France)
- 1993 - 1994 Gap Hockey Club Ligue Elite (France)
- 1994 - 1996 IC Epinal Division 1 (France)
- 1996 - 1997 Bordeaux Gironde Hockey 2000 Ligue Elite (France)
- 1997 - 1998 Hockey Club de Mulhouse Division 3 (France)
- 1998 - 2001 Hockey Club de Mulhouse Division 1 (France)
- 2001 - 2003 IC Epinal Division 1 (France)
- 2003 - 2004 IC Epinal Super 16 (France)
- 2004 - 2006 IC Epinal Ligue Magnus (France)
- 2006 - 2008 Reims Champagne hockey division 2 (France)
- 2007 - 2008 Reims Champagne hockey division 1 (France)
- 2008 - 2011 ASM Belfort Hockey division 3 (France)